# Alejandro González junior
Alejandro González, Jr. (* 8. März 1993 in Zapopan; † 9. Dezember 2016 in Guadalajara) war ein mexikanischer Profiboxer im Superbantamgewicht.
Alejandro González, Jr. war der Sohn des ehemaligen Boxweltmeisters Alejandro González, der 1995 den WBC-Titel im Federgewicht hielt. Wie sein Vater entschied sich González für eine Karriere als Profiboxer und verbrachte den Großteil seiner Jugend in den USA. Sein Profidebüt gab er im Alter von 17 Jahren am 19. März 2010 in Guadalajara. Er wurde von Al Haymon gemanagt und  gewann 24 Kämpfe in Folge. Seine erste Niederlage erlitt er im April 2014 durch eine technische Entscheidung gegen Juan Alberto Rosas.
Mit einer Bilanz von 25 Siegen, einer Niederlage und zwei Unentschieden erhielt er am 18. Juli 2015 in El Paso einen Weltmeisterschaftskampf um den IBF-Gürtel im Superbantamgewicht. Sein Gegner Carl Frampton (20-0) bestritt dabei seine zweite Titelverteidigung und sein US-Debüt. González ging über die vollen zwölf Runden und hatte seinen Gegner zweimal am Boden, verlor den Kampf aber einstimmig nach Punkten.
Am frühen Morgen des 9. Dezember 2016 wurde Alejandro González, Jr. zusammen mit zwei weiteren Männern in einem Fahrzeug in Guadalajara ermordet aufgefunden.